# Seznam hlav států v roce 2025
V seznamu hlav států v roce 2025 jsou uvedeni nejvyšší představitelé všech nezávislých států, kteří vládli v roce 2025. Seznam je seřazen abecedně podle světadílů. Jsou zde uvedeny nejvyšší hlavy států (prezidenti, králové, atd.) a předsedové vlád (pokud taková funkce existuje), případně i další významné státní funkce (typicky generální guvernér zastupující britského krále nebo faktické hlavy států, pokud se liší od nominálních hlav).
V seznamu je uvedeno i několik území se sporným mezinárodním postavením, která jsou de facto nezávislá, de iure jsou ale součástí některého jiného státu.

## Afrika
| Název státu                  | Státní vlajka | Hlava státu | Předseda vlády                                                          |
| ---------------------------- | ------------- | --- | ----------------------------------------------------------------------- |
| Alžírsko                     |               | prezident Abdal Madžíd Tabbúni                                                                                         | Nadir Larbaoui                                                          |
| Angola                       |               | prezident João Lourenço                                                                                                | João Lourenço                                                           |
| Benin                        |               | prezident Patrice Talon                                                                                                | Patrice Talon                                                           |
| Botswana                     |               | prezident Duma Boko | Duma Boko                                                               |
| Burkina Faso                 |               | prozatímní prezident Ibrahim Traoré                                                                                    | Appolinaire Joachim Kyelem de Tambela                                   |
| Burundi                      |               | prezident Évariste Ndayishimiye                                                                                        | Gervais Ndirakobuca (do 5. 8.) Nestor Ntahontuye (od 5. 8.)             |
| Čad                          |               | předseda Přechodné vojenské rady Mahamat Déby                                                                          | Succès Masra                                                            |
| DR Kongo                     |               | prezident Félix Tshisekedi                                                                                             | Jean-Michel Sama Lukonde                                                |
| Džibutsko                    |               | prezident Ismaïl Omar Guelleh                                                                                          | Abdoulkader Kamil Mohamed                                               |
| Egypt                        |               | prezident Abd al-Fattáh as-Sísí                                                                                        | Mustafa Madbúlí                                                         |
| Eritrea                      |               | prezident Isaias Afwerki                                                                                               | Isaias Afwerki                                                          |
| Etiopie                      |               | prezident Taye Atske Selassie                                                                                          | Abiy Ahmed                                                              |
| Gabon                        |               | dočasný prezident Brice Clotaire Oligui Nguema (do 3. 5.) prezident Brice Clotaire Oligui Nguema (od 3. 5.)            | Raymond Ndong Sima (do 4. 5.), poté funkce zrušena                      |
| Gambie                       |               | prezident Adama Barrow                                                                                                 | Adama Barrow                                                            |
| Ghana                        |               | prezident Nana Akufo-Addo                                                                                              | Nana Akufo-Addo                                                         |
| Guinea                       |               | dočasný prezident Mamady Doumbouya                                                                                     | Bah Oury                                                                |
| Guinea-Bissau                |               | prezident Umaro Sissoco Embaló                                                                                         | Rui Duarte de Barros (do 7. 8.) Braima Camará (od 7. 8.)                |
| Jihoafrická republika        |               | prezident Cyril Ramaphosa                                                                                              | Cyril Ramaphosa                                                         |
| Jižní Súdán                  |               | prezident Salva Kiir Mayardit                                                                                          | Salva Kiir Mayardit                                                     |
| Kamerun                      |               | prezident Paul Biya | Joseph Ngute                                                            |
| Kapverdy                     |               | prezident José Maria Neves                                                                                             | Ulisses Correia e Silva                                                 |
| Keňa                         |               | prezident William Ruto                                                                                                 | William Ruto                                                            |
| Komory                       |               | prezident Azali Assoumani                                                                                              | Azali Assoumani                                                         |
| Lesotho                      |               | král Letsie III. | Sam Matekane                                                            |
| Libérie                      |               | prezident Joseph Boakai                                                                                                | Joseph Boakai                                                           |
| Libye                        |               | předseda poslanecké sněmovny Akila Sálih Ísá předseda Prezidentské rady Muhammad Younes Menfi                          | Abdal Hamíd Dbaíbá (předseda vlády Vrchní revoluční rady)               |
| Madagaskar                   |               | dočasný prezident Christian Ntsay                                                                                      | Christian Ntsay                                                         |
| Malawi                       |               | prezident Lazarus Chakwera                                                                                             | Lazarus Chakwera                                                        |
| Mali                         |               | prozatímní prezident Assimi Goita                                                                                      | Abdoulaye Maïga                                                         |
| Maroko                       |               | král Mohamed VI. | Azíz Achanúš                                                            |
| Mauricius                    |               | prezident Prithvirajsing Roopun                                                                                        | Pravind Jugnauth                                                        |
| Mauritánie                   |               | prezident Muhammad uld Ghazuání                                                                                        | Moctar Ould Diay                                                        |
| Mosambik                     |               | prezident Filipe Nyusi (do 15.1.) prezident Daniel Chapo (od 15.1.)                                                    | Adriano Maleiane (do 17. 1.) Maria Benvinda Delfina Leviová (od 17. 1.) |
| Namibie                      |               | dočasný prezident Nangolo Mbumba (do 21. 3.) prezidentka Netumbo Nandiová-Ndaitwahová (od 21. 3.)                      | Saara Kuugongelwa-Amadhila                                              |
| Niger                        |               | Předseda Národní rady pro ochranu vlasti Abdourahamane Tchiani (do 26. 3.) prezident Abdourahamane Tchiani (od 26. 3.) | Ali Lamine Zène                                                         |
| Nigérie                      |               | prezident Bola Tinubu                                                                                                  | Bola Tinubu                                                             |
| Pobřeží slonoviny            |               | prezident Alassane Ouattara                                                                                            | Robert Beugré Mambé                                                     |
| Republika Kongo              |               | prezident Denis Sassou-Nguesso                                                                                         | Anatole Collinet Makosso                                                |
| Rovníková Guinea             |               | prezident Teodoro Obiang Nguema Mbasogo                                                                                | Manuel Osa Nsue Nsua                                                    |
| Rwanda                       |               | prezident Paul Kagame                                                                                                  | Edouard Ngirente (do 23. 7.) Justin Nsengiyumva (od 23. 7.)             |
| Senegal                      |               | prezident Bassirou Diomaye Faye                                                                                        | Ousmane Sonko                                                           |
| Seychely                     |               | prezident Wavel Ramkalawan                                                                                             | Wavel Ramkalawan                                                        |
| Sierra Leone                 |               | prezident Julius Maada Bio                                                                                             | David Moinina Sengeh                                                    |
| Somálsko                     |               | prezident Hasan Šejk Mohamúd                                                                                           | Hamza Abdi Barre                                                        |
| Středoafrická republika      |               | prezident Faustin-Archange Touadéra                                                                                    | Félix Moloua                                                            |
| Súdán                        |               | předseda Vysoké rady ozbrojených sil Abdal Fattáh Abdalrahmán Burhán                                                   | Osman Hussein                                                           |
| Svatý Tomáš a Princův ostrov |               | prezident Carlos Vila Nova                                                                                             | Patrice Trovoada (do 14. 1.) Américo d'Oliveira dos Ramos (od 14. 1.)   |
| Svazijsko                    |               | král Mswati III. | Russell Dlamini                                                         |
| Tanzanie                     |               | prezidentka Samia Suluhu Hassanová                                                                                     | Kassim Majaliwa                                                         |
| Togo                         |               | prezident Faure Gnassingbé (do 3. 5.) prezident Jean-Lucien Savi de Tové (od 3. 5.)                                    | Victoire Tomegah Dogbé (do 3. 5.) Faure Gnassingbé ( od 3. 5.)          |
| Tunisko                      |               | prezident Kaís Saíd | Kámil Madúrí (do 21. 3.) Sara Zaafaraniová (od 21. 3.)                  |
| Uganda                       |               | prezident Yoweri Museveni                                                                                              | Robinah Nabbanja                                                        |
| Zambie                       |               | prezident Hakainde Hichilema                                                                                           | Hakainde Hichilema                                                      |
| Zimbabwe                     |               | prezident Emmerson Mnangagwa                                                                                           | Emmerson Mnangagwa                                                      |

## Asie
| Název státu             | Státní vlajka | Hlava státu | Předseda vlády |
| ----------------------- | ------------- | --- | --- |
| Afghánistán             |               | nejvyšší vůdce Hajbatulláh Achúndzáda | Muhammad Hasan Achund (dočasný) |
| Arménie                 |               | prezident Vahagn Chačaturjan | Nikol Pašinjan |
| Ázerbájdžán             |               | prezident Ilham Alijev | Ali Asadov |
| Bahrajn                 |               | král Hamad bin Ísá Ál Chalífa | Salmán ibn Hamad Al Chalífa |
| Bangladéš               |               | prezident Mohammed Shahabuddin | Muhammad Júnus |
| Bhútán                  |               | král Džigme Khesar Namgjel Wangčhug | Tshering Tobgay |
| Brunej                  |               | sultán Hassanal Bolkiah | Hassanal Bolkiah |
| Čína                    |               | prezident Si Ťin-pching | Li Čchiang |
| Filipíny                |               | prezident Bongbong Marcos | Bongbong Marcos |
| Gruzie                  |               | prezident Michail Kavelašvili | Irakli Kobachidze |
| Indie                   |               | prezidentka Draupadí Murmúová | Naréndra Módí |
| Indonésie               |               | prezident Prabowo Subianto | Prabowo Subianto |
| Irák                    |               | prezident Abdul Latif Rašíd | Muhammad Šijá as-Súdání |
| Írán                    |               | duchovní vůdce (faktická hlava státu) Sajjid Alí Chameneí | prezident Masúd Pezeškján |
| Izrael                  |               | prezident Jicchak Herzog | Benjamin Netanjahu |
| Japonsko                |               | císař Naruhito | Šigeru Išiba |
| Jemen                   |               | prezident Rašád Alím | Abdul Aziz Bin Habtour |
| Jižní Korea             |               | prezident Jun Sok-jol (suspendován parlamentem) zastupující prezident Čchoi Sang-mok (do 24. 3. zastupující prezident Han Duck Soo (od 24. 3. – 2. 5.,rezignace) zastupující prezident I Ču-ho (2. 5. - 4. 6.) prezident I Če-mjong (od 4. 6.) | Han Tok-su (do 24. 3., zastupující) Han Duck Soo (24. 3. – 2. 5., rezignace) I Ču-ho (2. 5. – 3. 7., zastupující) Kim Min-sok (od 3. 7.) |
| Jordánsko               |               | král Abdalláh II. | Jafar Hassan |
| Kambodža                |               | král Norodom Sihamoni | Hun Manet |
| Katar                   |               | emír Tamím bin Hamad Ál Thání | šejk Muhammad ibn Abdul Rahman Ál Thání                                                                                                  |
| Kazachstán              |               | prezident Kasym-Žomart Kemeluly Tokajev | Olžas Bektenov |
| Kuvajt                  |               | emír Mišal al-Ahmad al-Džábir as-Sabáh | Ahmad al-Abdullah as-Sabáh |
| Kyrgyzstán              |               | prezident Sadyr Žaparov | Adylbek Kasymalijev |
| Laos                    |               | prezident Thongloun Sisoulith | Sonexay Siphandone |
| Libanon                 |               | Nadžíb Míkátí (do 9. 1. vykonával pravomoci prezidenta) prezident Joseph Aoun (od 9. 1.) | Nadžíb Míkátí (do 8. 2.) Nawáf Salám (od 8. 2.)                                                                                          |
| Malajsie                |               | sultán Tuanku Ibrahim Ismail ibni al-Marhum Sultan Iskandar | Anwar Ibrahim |
| Maledivy                |               | prezident Mohamed Muizzu | Mohamed Muizzu |
| Mongolsko               |               | prezident Uchnaagijn Chürelsüch | Luvsannamsraj Ojun-Erdene (do 13. 6.) Gombožavyn Zandanšatar (od 13. 6.)                                                                 |
| Myanmar                 |               | prezident Myint Swe (do 7. 8., zemřel) zastupující prezident Min Aung Hlaing (od 31. 7. - 7. 8.) dočasný prezident Min Aung Hlaing (od 7. 8.,                                                                                                  | Min Aun Hlain (do 31. 7.) Nyo Saw (od 31. 7.)                                                                                            |
| Nepál                   |               | prezident Rám Čandra Poudel | Khadga Prasád Oli |
| Omán                    |               | sultán Hajtham bin Tárik | Hajtham bin Tárik |
| Pákistán                |               | prezident Ásif Alí Zardárí | Šáhbáz Šaríf |
| Saúdská Arábie          |               | král Salmán bin Abd al-Azíz | Muhammad bin Salmán |
| Severní Korea           |               | nejvyšší vůdce Kim Čong-un | Kim Tok Hun |
| Singapur                |               | prezident Tharman Shanmugaratnam | Lawrence Wong |
| Spojené arabské emiráty |               | prezident Muhammad ibn Zájid Ál Nahján | Muhammad bin Rášid Ál Maktúm |
| Srí Lanka               |               | prezident Anura Kumara Dissanayake | Harini Amarasuriya |
| Sýrie                   |               | funkce neobsazena (do 29. 1.) prozatímní prezident Ahmad al-Sharaa (od 29. 1.) | Muhammad al-Bašír |
| Tádžikistán             |               | prezident Emomalii Rachmon | Kokhir Rasulzoda |
| Thajsko                 |               | král Ráma X. | Petongtán Šinavatrová Suriya Juangroongruangkit (1.7.-3.7., zastupující) Phumtham Wechayachai (od 3.7., zastupující)                     |
| Turecko                 |               | prezident Recep Tayyip Erdoğan | Recep Tayyip Erdoğan |
| Turkmenistán            |               | prezident Serdar Berdimuhamedow | Serdar Berdimuhamedow |
| Uzbekistán              |               | prezident Shavkat Mirziyoyev | Abdulla Aripov |
| Vietnam                 |               | prezident Lương Cường | Phạm Minh Chính |
| Východní Timor          |               | prezident José Ramos-Horta | Xanana Gusmão |

## Evropa
| Název státu         | Státní vlajka | Hlava státu | Předseda vlády |
| ------------------- | ------------- | --- | --- |
| Albánie             |               | prezident Bajram Begaj | Edi Rama |
| Andorra             |               | Emmanuel Macron (zastupován Patrickem Strzodou) a spolukníže biskup Joan Enric Vives Sicília (zastupován Josepem Mariou Maurim) (do 30. 5.) Emmanuel Macron (zastupován Patrickem Strzodou) a spolukníže biskup Josep-Lluís Serrano Pentinat (zastupován Josepem Mariou Maurim) (od 30. 5.) | Xavier Espot Zamora |
| Belgie              |               | král Filip | Alexander De Croo (do 3. 2.) Bart De Wever (od 3. 2.) |
| Bělorusko           |               | prezident Alexandr Lukašenko | Roman Golovčenko |
| Bosna a Hercegovina |               | předsednictvo: Željka Cvijanovićová (Srbka), Željko Komšić (Chorvat), Denis Bećirović (Bosňák) | Borjana Krištová |
| Bulharsko           |               | prezident Rumen Radev | Dimitar Glavčev (do 16. 1., dočasný) Rosen Željazkov (od 16. 1.)                                                                                         |
| Černá Hora          |               | prezident Jakov Milatović | Milojko Spajić |
| Česko               |               | prezident Petr Pavel | Petr Fiala |
| Dánsko              |               | král Frederik X. | Mette Frederiksenová |
| Estonsko            |               | prezident Alar Karis | Kristen Michal |
| Finsko              |               | prezident Alexander Stubb | Petteri Orpo |
| Francie             |               | prezident Emmanuel Macron | François Bayrou |
| Chorvatsko          |               | prezident Zoran Milanović | Andrej Plenković |
| Irsko               |               | prezident Michael D. Higgins | Simon Harris (do 23. 1.) Micheál Martin (od 23. 1.) |
| Island              |               | prezidentka Halla Tómasdóttir | Kristrún Frostadóttir |
| Itálie              |               | prezident Sergio Mattarella | Giorgia Meloniová |
| Kypr                |               | prezident Níkos Christodúlídés | Níkos Christodúlídés |
| Lichtenštejnsko     |               | kníže Hans Adam II. a regent Alois z Lichtenštejna | Daniel Risch (do 10. 4.) Brigitte Haasová (od 10. 4.) |
| Litva               |               | prezident Gitanas Nausėda | Gintautas Paluckas (do 4. 8.) Rimantas Šadžius (od 4. 8., dočasný)                                                                                       |
| Lotyšsko            |               | prezident Edgars Rinkēvičs | Evika Siliňová |
| Lucembursko         |               | velkovévoda Jindřich Lucemburský | Luc Frieden |
| Maďarsko            |               | prezident Tamás Sulyok | Viktor Orbán |
| Malta               |               | prezidentka Myriam Spiteri Debono | Robert Abela |
| Moldavsko           |               | prezidentka Maia Sanduová | Dorin Recean |
| Monako              |               | kníže Albert II. | Didier Guillaume (do 17. 1., zemřel) Isabelle Berro-Amadeïová (od 17. 1., - 21. 7. dočasná) Christophe Mirmand (21. 7.)                                  |
| Německo             |               | spolkový prezident Frank-Walter Steinmeier | spolkový kancléř Olaf Scholz (do 6. 5.) spolkový kancléř Friedrich Merz (od 6. 5.)                                                                       |
| Nizozemsko          |               | král Vilém-Alexandr | Dick Schoof |
| Norsko              |               | král Harald V. | Jonas Gahr Støre |
| Polsko              |               | prezident Andrzej Duda (do 6. 8.) prezident Karol Nawrocki (od 6. 8.) | Donald Tusk |
| Portugalsko         |               | prezident Marcelo Rebelo de Sousa | Luís Montenegro |
| Rakousko            |               | spolkový prezident Alexander Van der Bellen | spolkový kancléř Karl Nehammer (do 10. 1.) spolkový kancléř Alexander Schallenberg (10. 1.–3. 3., dočasný) spolkový kancléř Christian Stocker (od 3. 3.) |
| Rumunsko            |               | prezident Klaus Iohannis (do 12. 2., rezignace) dočasný prezident Ilie Bolojan (12. 2.–26. 5.) prezident Nicușor Dan (od 26. 5.) | Marcel Ciolacu (do 6. 5.) Catalin Predoiu (od 6. 5. - 23. 6.) Ilie Bolojan (od 23. 6.)                                                                   |
| Rusko               |               | prezident Vladimir Putin | Michail Mišustin |
| Řecko               |               | prezidentka Katerina Sakellaropulosová (do 13. 3.) prezident Konstantínos Tasúlas (od 13. 3.) | Kyriakos Mitsotakis |
| San Marino          |               | kapitáni – regenti Francesca Civerchia a Dalibor Riccardi (do 1. 4.) kapitáni – regenti Denise Bronzetti a Italo Righi (od 1. 4.) | Francesca Civerchia a Dalibor Riccardi (do 1. 4.) Denise Bronzetti a Italo Righi (od 1. 4.)                                                              |
| Severní Makedonie   |               | prezidentka Gordana Siljanovská-Davková | Hristijan Mickoski |
| Slovensko           |               | prezident Peter Pellegrini | Robert Fico |
| Slovinsko           |               | prezidentka Nataša Pircová Musarová | Robert Golob |
| Spojené království  |               | král Karel III. | Keir Starmer |
| Srbsko              |               | prezident Aleksandar Vučić | Miloš Vučević (do 16. 4.) Đuro Macut (od 16. 4.) |
| Španělsko           |               | král Filip VI. Španělský | Pedro Sánchez |
| Švédsko             |               | král Karel XVI. Gustav | Ulf Kristersson |
| Švýcarsko           |               | prezidentka Karin Keller-Sutterová | Karin Keller-Sutterová |
| Ukrajina            |               | prezident Volodymyr Zelenskyj | Denys Šmyhal (do 17. 7.) Julija Svyrydenková (od 17. 7.)                                                                                                 |
| Vatikán             |               | papež František (do 21. 4., zemřel) kardinál komoří Kevin Farrell a Děkan kardinálského kolegia Giovanni Battista Re (21. 4.- 8. 5.) dočasně a formálně) papež Lev XIV. (od 8. 5.) | státní sekretář Pietro Parolin předseda governorátu Fernando Vérgez Alzaga                                                                               |

## Severní a Střední Amerika
| Název státu               | Státní vlajka | Hlava státu                                                                                       | Předseda vlády                                                                              |
| ------------------------- | ------------- | ------------------------------------------------------------------------------------------------- | ------------------------------------------------------------------------------------------- |
| Antigua a Barbuda         |               | král Karel III. – generální guvernér Sir Rodney Williams                                          | Gaston Browne                                                                               |
| Bahamy                    |               | král Karel III. – generální guvernérka Cynthia Prattová                                           | Philip Davis                                                                                |
| Barbados                  |               | prezidentka Sandra Masonová                                                                       | Mia Mottleyová                                                                              |
| Belize                    |               | král Karel III. – generální guvernérka Froyla Tzalamová                                           | Johnny Briceño                                                                              |
| Dominika                  |               | prezidentka Sylvanie Burtonová                                                                    | Roosevelt Skerrit                                                                           |
| Dominikánská republika    |               | prezident Luis Abinader                                                                           | Luis Abinader                                                                               |
| Grenada                   |               | král Karel III. – generální guvernérka Dame Cécile La Grenadeová                                  | Keith Mitchell                                                                              |
| Guatemala                 |               | prezident Bernardo Arévalo                                                                        | Bernardo Arévalo                                                                            |
| Haiti                     |               | dočasný prezident Edgard Leblanc Fils ( do 7. 8.) dočasný prezident Laurent Saint-Cyr ( od 7. 8.) | Garry Conille                                                                               |
| Honduras                  |               | prezidentka Xiomara Castrová                                                                      | Xiomara Castro                                                                              |
| Jamajka                   |               | král Karel III.– generální guvernér Sir Patrick Allen                                             | Andrew Holness                                                                              |
| Kanada                    |               | král Karel III. – generální guvernérka Mary Simonová                                              | Justin Trudeau (do 14. 3.) Mark Carney (od 14. 3.)                                          |
| Kostarika                 |               | prezident Rodrigo Chaves                                                                          | Rodrigo Chaves                                                                              |
| Kuba                      |               | prezident Miguel Díaz-Canel                                                                       | Manuel Marrero                                                                              |
| Mexiko                    |               | prezidentka Claudia Sheinbaumová                                                                  | Claudia Sheinbaumová                                                                        |
| Nikaragua                 |               | prezident Daniel Ortega                                                                           | Daniel Ortega                                                                               |
| Panama                    |               | prezident José Raúl Mulino                                                                        | José Raúl Mulino                                                                            |
| Salvador                  |               | prezident Nayib Bukele zastupující prezidentka Claudia Rodríguez de Guevara                       | Nayib Bukele zastupující prezidentka Claudia Rodríguez de Guevara                           |
| Spojené státy americké    |               | prezident Joe Biden (do 20. 1.) prezident Donald Trump (od 20. 1.)                                | Joe Biden (do 20. 1.) Donald Trump (od 20. 1.)                                              |
| Svatá Lucie               |               | král Karel III. – dočasný generální guvernér Errol Charles                                        | Philip J. Pierre                                                                            |
| Svatý Kryštof a Nevis     |               | král Karel III. – generální guvernérka Dame Marcella Althea Liburdová                             | Terrance Drew                                                                               |
| Svatý Vincenc a Grenadiny |               | král Karel III. – generální guvernérka Dame Susan Douganová                                       | Ralph Gonsalves                                                                             |
| Trinidad a Tobago         |               | prezidentka Christine Kangalová                                                                   | Keith Rowley (do 17. 3.) Stuart Young (17. 3. - 1. 5.) Kamla Persad-Bissessarová (od 1. 5.) |

## Jižní Amerika
| Název státu | Státní vlajka | Hlava státu                                                                                 | Předseda vlády                                                         |
| ----------- | ------------- | ------------------------------------------------------------------------------------------- | ---------------------------------------------------------------------- |
| Argentina   |               | prezident Javier Milei                                                                      | Javier Milei                                                           |
| Bolívie     |               | prezident Luis Arce                                                                         | Luis Arce                                                              |
| Brazílie    |               | prezident Luiz Inácio Lula da Silva                                                         | Luiz Inácio Lula da Silva                                              |
| Ekvádor     |               | prezident Daniel Noboa                                                                      | Daniel Noboa                                                           |
| Guyana      |               | prezident Irfaan Ali                                                                        | Mark Phillips                                                          |
| Chile       |               | prezident Gabriel Boric                                                                     | Gabriel Boric                                                          |
| Kolumbie    |               | prezident Gustavo Petro                                                                     | Gustavo Petro                                                          |
| Paraguay    |               | prezident Santiago Peña                                                                     | Santiago Peña                                                          |
| Peru        |               | prezidentka Dina Boluarteová                                                                | Gustavo Adrianzén (do 14. 5.) Eduardo Arana (od 14. 5.)                |
| Surinam     |               | prezident Chan Santokhi (do 16. 7.) prezidentka Jennifer Geerlingsová-Simonsová (od 16. 7.) | viceprezident Ronnie Brunswijk (do 16. 7.) Gregory Rusland (od 16. 7.) |
| Uruguay     |               | prezident Luis Alberto Lacalle Pou (do 1. 3.) prezident Yamandú Orsi (od 1. 3.)             | Luis Alberto Lacalle Pou (do 1. 3.) Yamandú Orsi (od 1. 3.)            |
| Venezuela   |               | prezident Nicolás Maduro dočasný prezident Juan Guaidó                                      | Nicolás Maduro Juan Guaidó                                             |

## Oceánie
| Název státu                  | Státní vlajka | Hlava státu                                                | Předseda vlády                                      |
| ---------------------------- | ------------- | ---------------------------------------------------------- | --------------------------------------------------- |
| Austrálie                    |               | král Karel III. –generální guvernérka Sam Mostynová        | Anthony Albanese                                    |
| Federativní státy Mikronésie |               | prezident Wesley W. Simina                                 | Wesley W. Simina                                    |
| Fidži                        | .             | prezident Ratu Naiqama Lalabalavu                          | Sitiveni Rabuka                                     |
| Kiribati                     |               | prezident Taneti Maamau                                    | Taneti Maamau                                       |
| Marshallovy ostrovy          |               | prezidentka Hilda Heineová                                 | Hilda Heineová                                      |
| Nauru                        |               | prezident David Adeang                                     | David Adeang                                        |
| Nový Zéland                  |               | král Karel III. – generální guvernérka Cindy Kirová        | Christopher Luxon                                   |
| Palau                        |               | prezident Surangel Whipps Jr.                              | Surangel Whipps Jr.                                 |
| Papua Nová Guinea            |               | král Karel III.– generální guvernér Bob Dadae              | James Marape                                        |
| Samoa                        |               | náčelník Va'aletoa Sualauvi II.                            | Naomi Mata'afa                                      |
| Šalomounovy ostrovy          |               | král Karel III. – generální guvernér David Tiva Kapu       | Jeremiah Manele                                     |
| Tonga                        |               | král Tupou VI.                                             | Samiu Vaipulu ( dočasný)                            |
| Tuvalu                       |               | král Karel III. – generální guvernér Tofiga Vaevalu Falani | Feleti Teo                                          |
| Vanuatu                      |               | prezident Nikenike Vurobaravu                              | Charlot Salwai (do 11. 2.) Jotham Napat (od 11. 2.) |

## Státy se sporným mezinárodním uznáním
| Název státu    | Státní vlajka | Hlava státu                   | Předseda vlády            |
| -------------- | ------------- | ----------------------------- | ------------------------- |
| Abcházie       |               | dočasný prezident Badra Gunba | Valerij Bganba ( dočasně) |
| Jižní Osetie   |               | prezident Alan Gaglojev       | Konstantin Džussojev      |
| Kosovo         |               | prezidentka Vjosa Osmaniová   | Albin Kurti               |
| Severní Kypr   |               | prezident Ersin Tatar         | Ünal Üstel                |
| Palestina      |               | prezident Mahmúd Abbás        | Muhammad Ištaja           |
| Tchaj-wan      |               | prezident Laj Čching-te       | Cho Jung-tai              |
| Západní Sahara |               | prezident Brahim Ghali        | Bouchraya Hammoudi Bayoun |